# Psoralen
Psoralen je glavni predstavnik linearnih furokumarinov (ali furanokumarinov), ki so naravni organski proizvod nekaterih rastlin. So večinoma neškodljive snovi, ki pa postanejo strupene po UV obsevanju (sončni svetlobi), saj jih rastlina proizvaja, da se brani pred škodljivci.
Ultraviolični žarki pospešujejo delovanje psoralena, ki se tako veže na dva timina in povzroča napake v podvojevanju DNK, poslednično obolenje in smrt celic. Na osnovi tega delovanja je medicina uvedla uporabo psoralena v fotokemoterapiji.
V preteklosti se je psoralen, prisoten v bergamotovem olju, uporabljal za porjavitvene kreme. Psoralen se je vpil v kožo in neposredno poškodoval DNK. Takšna poškodba močno poveča možnost sončnih opeklin in povečanega proizvajanja melanina. To lahko vodi tudi do svetlobnega staranja kože, torej porjavitve kože zaradi kemične reakcije, ki napravi kožo posebej občutljivo na ultravijolično svetlobo. 
Za te snovi se je že leta 1959 vedelo, da povzročajo raka, vendar je bila njihova uporaba ponekod uradno prepovedana komaj leta 1995. Psoralen se zdaj uporablja samo še za zdravljenje nekaterih kožnih bolezni s terapijo imenovano PUVA (akronim za psoralen + UV)